# Sommerland Sjælland Station
Sommerland Sjælland Station er en jernbanestation i Nørre Asmindrup.
Stationen ligger centralt i forlystelsesparken Sommerland Sjælland, hvorfor der kun standses på stationen i parkens sæson.
Sommerland Sj.
| Foregående station                  |  | Lokaltog                                 |  | Efterfølgende station   |
| ----------------------------------- |  | ---------------------------------------- |  | ----------------------- |
| Højby Sjællandmod Nykøbing Sjælland |  | Lokaltog 510R Nykøbing Sjælland - Holbæk |  | Nr. Asmindrupmod Holbæk |

|  | Denne artikel om stationen Sommerland Sjælland Station kan blive bedre, hvis der indsættes et (bedre) billede. Du kan hjælpe ved at afsøge Wikimedia Commons for et passende billede eller uploade et godt billede til Wikimedia Commons iht. de tilladte licenser og indsætte det i artiklen. |

55°53′51″N 11°36′12.5″Ø / 55.89750°N 11.603472°Ø